# بیمارستان سیدالشهدا (قادرآباد)
بیمارستان سیدالشهدا بیمارستانی است درمانی واقع در شهر قادرآباد، استان فارس وابسته به دانشگاه علوم پزشکی شیراز با ظرفیت ۲۴ تخت فعال که در سال ۱۳۹۴ شمسی تأسیس گردید.
بخش‌های بستری موجود در این بیمارستان عبارتند از: جراحی زنان و زایمان، پست پارتوم و اورژانس